# Nicolás Giraldo
Nicolás Giraldo, vollständiger Name Nicolás Andrés Giraldo Urueta, (* 29. März 1993 in El Carmen de Viboral, Kolumbien) ist ein kolumbianischer Fußballspieler.

## Karriere
Der 1,75 Meter große Mittelfeldakteur wechselte Anfang März 2012 vom kolumbianischen Klub Deportivo Rionegro nach Brasilien zu Desportivo Brasil Participacoes. Später war er für die U-20 des Figueirense FC aktiv. Diese verließ er zur Jahresmitte 2014 und schloss sich Boyacá Chicó an. Zwischen Ende Juli und Mitte September 2014 bestritt er für die Kolumbianer sieben Erstligaspiele und zwei Partien in der Copa Colombia, einen Treffer erzielte er dabei nicht. Im Februar 2015 folgte ein Wechsel zum uruguayischen Erstligisten Club Atlético Rentistas, für den er in der Clausura 2015 dreimal (kein Tor) in der Primera División auflief. Ab Mitte Januar 2016 setzte er seine Karriere beim ebenfalls in Montevideo beheimateten Zweitligisten Club Atlético Torque fort. In der Zweitligasaison 2015/16 sind zehn Einsätze (kein Tor) in der Segunda División für ihn verzeichnet.
Nach seinem Engagement beim uruguayischen Zweitligisten Club Atlético Torque im Jahr 2016 setzte Nicolás Giraldo seine Karriere 2017 in Brasilien fort und schloss sich Espírito Santo FC an. Dort sammelte er wichtige Spielpraxis und erzielte seine ersten beiden Tore im Seniorenbereich.
Anfang 2018 kehrte Giraldo nach Kolumbien zurück, wo er für Envigado FC bis Ende 2019 regelmäßig in der ersten Liga zum Einsatz kam. Im Januar 2020 unterschrieb er einen Vertrag bei América de Cali und wurde dort in der Saison 2020 kolumbianischer Meister. Während seiner Zeit bei América de Cali absolvierte er insgesamt 36 Pflichtspieleinsätze.
Im Juli 2021 wurde Giraldo an Once Caldas ausgeliehen, für das er bis Ende 2022 insgesamt 35 Erstliga- und Pokalspiele bestritt. Im Januar 2023 wechselte er fest zum Erstligisten Deportes Tolima, für den er in 13 Ligapartien eingesetzt wurde. Es folgte im Januar 2024 ein Wechsel zu Deportivo Pereira, wo Giraldo in der Saison 2024 auf 31 Pflichtspieleinsätze kam und als Stammspieler agierte.
Seit Januar 2025 steht Nicolás Giraldo beim Traditionsklub Millonarios unter Vertrag, wo er die linke Abwehrseite verstärkt und weiterhin in der kolumbianischen Primera División aktiv ist.

## Erfolge
América de Cali
- Kolumbianischer Meister: 2020